# Велебит
Велебит или Велебитски масив је најдужа (145 km) планина у Републици Хрватској, ширине од 10 до 30 km. Површина му је око 2200 km2, а највиши врх Вагански врх је висок 1.757 m. Припада Динарским планинама.
Пружа се уздуж Велебитског канала, дијела Јадранског мора, од пријевоја Вратник изнад Сења на сјеверозападу до кањона ријеке Зрмање на југоистоку. С копнене стране га окружују Гацко, Личко и Грачачко поље с ријекама Гацком, Ликом и Отучом.
У литератури је уобичајено да се Велебит дијели на:
- Сјеверни Велебит, започиње на пријевоју Вратник и завршава на пријевоју изнад приморског насеља Јабланац. Дужине је око 30 km, а највеће ширине до 30 km.
- Средњи Велебит, завршава на пријевоју Башке Оштарије преко којег води пут Карлобаг-Госпић. Дужине је око 24 km, а највеће ширине до 20 km.
- Јужни Велебит, завршава на пријевоју Мали Алан, на старом путу која спаја Обровац и Ловинац. Дужине је око 46 km, а најмање ширине око 10 km.
- Југоисточни Велебит, започиње на истом пријевоју, а завршава уз кањон ријеке Зрмање. Дужине је око 40 km.

Таква подјела се заснива на географским, морфолошким, рељефним и биолошким посебностима појединих велебитских дијелова. Линије подјеле иду дуж пријевоја, преко којих путеви спајају унутрашњост с приобаљем.
Цијело подручје планине заштићено је као парк природе, а Сјеверни Велебит и Пакленица су проглашени националним парковима. Унутар НП Сјеверни Велебит налази се и посебно заштићени строги резерват Хајдучки и Рожански кукови.
Најпознатија биљна ендемска врста је велебитска дегенија (Дегениа велебитица) из породице крсташица, приказана на наличју новчића од 50 липа (први ју је описао и класификовао ботаничар Арпад Деген и по њему је добила име). На Велебиту се налазе и најдубљи спелеолошки објекти у Хрватској: тродијелна „Лукина јама“ дубока је 1.392 m (од висине 1.436 m до дубине од 81 m n/m), а „Словачка јама“ 1.320 m.
За планинаре је на Велебиту уређено много маркираних стаза и путева, који уздужно и попречно повезују околна мјеста и планинарске домове на планини. По својој посебности, уређености и посјећености нужно је споменути Премужићеву стазу која је грађена између два свјетска рата, а повезује Планинарски дом Завижан, преко Великог Алана с Оштаријским вратима; тј. пролази уздужно Сјеверним и Средњим Велебитом.
За Велебит се веже позната народна пјесма Вила Велебита.
Планина представља значајну препреку у комуникацији сјеверне и јужне Хрватске. Уз Вратник (698 m), најважнији пријевоји преко којих су саграђени путеви су Оштаријска врата (928 m) између Госпића и Карлобага и Презид (766 m) између Грачаца и Обровца. Савремена путна веза кроз Велебит остварена је тек 2003. отварањем тунела Свети Рок. Уз обалу подно Велебита пролази Јадранска магистрала која је на том дијелу позната по великом броју завоја и честом затварању због буре током зиме.